# دهستان سلگی
سلگی، دهستانی از توابع بخش خزل شهرستان نهاوند در استان همدان ایران است. مرکز این دهستان روستای شهرک سلگی می‌باشد.

## مردم
مردم این دهستان لر هستند و به زبان لری سخن می گویند.

## جمعیت
براساس سرشماری سال ۱۳۸۵ جمعیت آن ۱۳٬۹۲۳ نفر (۳٬۳۹۳ خانوار) بوده‌است.